# Шерешевская, Рена Мидхат кызы
Рена Шерешевская (урождённая Мустафабейли), пианист-виртуоз, педагог, удостоена французского титула «Кавалер ордена искусств и словесности» («Chevalier de l’Ordre des Arts et des Lettres»), лауреат Международной премии им. Ипполитова-Иванова в области музыкальной педагогики «за выдающийся вклад в развитие музыкальной культуры», Почетный профессор Государственного музыкально-педагогического института им. Ипполитова-Иванова.

## Биография
Родилась в Баку, где закончила Специальную музыкальную школу для одаренных детей им. Бюль-Бюля в классе Л. Филатовой. В 17 лет она поступила в Московскую государственную консерваторию им. П. И. Чайковского в класс профессора Льва Власенко, а после ее окончания – в аспирантуру этой же консерватории, которую закончила с дипломом с отличием.
Она начала свою карьеру как солист Московской и Бакинской филармоний, однако вследствие профессионального заболевания руки посвятила себя, главным образом, педагогической деятельности. В течение 12 лет она преподавала в Центральной музыкальной школе при Московской консерватории, а затем была приглашена заведовать кафедрой фортепиано в Государственном музыкально-педагогическом институте им. Ипполитова-Иванова в Москве.
После того, как она преподавала в летней академии в рамках Международного Кольмарского фестиваля (Франция), куда она была приглашена художественным руководителем фестиваля Владимиром Спиваковым, Кольмарская национальная консерватория пригласила ее в 1993 году в качестве приглашенного профессора для организации в этой консерватории отделения для одаренных детей. С тех пор она работала также в Высшей парижской национальной консерватории, в Консерватории г. Руэль-Мальмезон и в Высшей парижской школе музыки им. Альфреда Корто, где продолжает работать в настоящее время.
Рена Шерешевская дает мастер классы во многих странах мира (Франции, США, Канаде, России, Италии, Монако, Германии, Китае, Швеции, Швейцарии), часто приглашается в состав жюри международных конкурсов. Ее ученики играют в самых престижных залах мира, таких как Карнеги-холл в Нью-Йорке, Театр Елисейских полей, Зал Гаво, Зал Филармонии в Париже, Большой Зал Московской Консерватории, Мариинский Театр в Санкт-Петербурге и многих других.
Среди ее учеников много лауреатов крупных международных конкурсов, среди которых Александр Канторов (1-я премия и Гран-При, XVI Конкурс им. П. И. Чайковского, Москва, 2019), Люка Дебарг (4-я премия и Премия Ассоциации Музыкальной Критики, XV Конкурс им. П. И. Чайковского, Москва, 2015), Реми Женье (2-я премия, 13 Конкурс им. Королевы Елизаветы, Брюссель, 2013), Маруся Жанте (1-я премия и 5 спец. призов  на Международном Конкурсе современной музыки в Орлеане, Франция, 2018), Жюльян Тревельян (2-я премия, Приз за лучшую интерпретацию концерта Моцарта и Приз публики на Международном конкурсе им. Гезы Анды, Цюрих, 2021 г.), Дмитрий Син (лауреат Конкурса им. Королевы Елизаветы, Брюссель, 2021), Александр Ключко и многие другие. Ее первым лауреатом был Александр Слободяник младший, который в 1989 году стал самым молодым победителем конкурса «The Young Concert Artists International Auditions» в Нью-Йорке.
Параллельно с интенсивной педагогической деятельностью Рена Шерешевская выступает вместе с известными музыкантами с концертами камерной музыки, а также в дуэте со своей дочерью, меццо-сопрано Викторией Шерешевской. Кроме того, она создатель и художественный руководитель фестиваля «Артистические династии и семьи».

## Семья
- Муж — Олег Владимирович Шерешевский, кандидат технических наук (1972)[11], заведующий международными проектами Российской ассоциации медицинской физики, музыкальный менеджер.
  - Дочь — пианистка и оперная певица (меццо-сопрано) Виктория Шерешевская (род. 1983)[12].

## Награды
- Кавалер ордена Искусств и литературы (2015 год, Франция)[13].